# Campionati mondiali di sollevamento pesi 2022 - 81 kg femminile
Le gare di sollevamento pesi della categoria fino a 81 kg femminile — pesi massimi primi — dei campionati mondiali del 2022 si sono svolte il 14 dicembre 2022 a Bogotà presso la Gran Carpa Américas Corferias.

## Programma
L'orario indicato corrisponde a quello colombiano (UTC-05:00)
| Data             | Orario | Evento   |
| ---------------- | ------ | -------- |
| 14 dicembre 2022 | 11:30  | Gruppo C |
| 14 dicembre 2022 | 14:00  | Gruppo B |
| 14 dicembre 2022 | 16:30  | Gruppo A |

## Medagliate
Per ciascun esercizio, le prime tre classificate sono le seguenti:
| Esercizio | Oro           | Oro    | Argento        | Argento | Bronzo         | Bronzo |
| --------- | ------------- | ------ | -------------- | ------- | -------------- | ------ |
| Strappo   | Iryna Decha   | 122 kg | Alina Maruščak | 119 kg  | Liang Xiaomei  | 118 kg |
| Slancio   | Liang Xiaomei | 152 kg | Wang Zhouyu    | 151 kg  | Tamara Salazar | 148 kg |
| Totale    | Liang Xiaomei | 270 kg | Wang Zhouyu    | 266 kg  | Tamara Salazar | 262 kg |

## Record
Prima di questa competizione, i record mondiali esistenti erano i seguenti:
| Record mondiale | Strappo | Mondiale standard | 127 kg | — | 1º novembre 2018 |
| Record mondiale | Slancio | Mondiale standard | 158 kg | — | 1º novembre 2018 |
| Record mondiale | Totale  | Mondiale standard | 283 kg | — | 1º novembre 2018 |

## Risultati
| Pos. | Atleta                  | Gr. | Peso atleta | Strappo (kg) | Strappo (kg) | Strappo (kg) | Strappo (kg) | Slancio (kg) | Slancio (kg) | Slancio (kg) | Slancio (kg) | Totale   |
| Pos. | Atleta                  | Gr. | Peso atleta | 1            | 2            | 3            | Pos.         | 1            | 2            | 3            | Pos.         | Totale   |
| ---- | ----------------------- | --- | ----------- | ------------ | ------------ | ------------ | ------------ | ------------ | ------------ | ------------ | ------------ | -------- |
|      | Liang Xiaomei (CHN)     | A   | 80.50       | 113          | 118          | 120          |              | 147          | 152          | 159          |              | 270      |
|      | Wang Zhouyu (CHN)       | A   | 80.00       | 115          | 115          | 121          | 5            | 141          | 148          | 151          |              | 266      |
|      | Tamara Salazar (ECU)    | A   | 80.60       | 110          | 114          | 116          | 6            | 145          | 148          | 151          |              | 262      |
| 4    | Iryna Decha (UKR)       | A   | 81.00       | 117          | 120          | 122          |              | 138          | 142          | 142          | 6            | 260      |
| 5    | Neisi Dajomes (ECU)     | A   | 79.10       | 116          | 116          | 117          | 4            | 141          | 145          | 146          | 5            | 258      |
| 6    | Alina Maruščak (UKR)    | A   | 80.80       | 116          | 119          | 121          |              | 137          | 142          | 142          | 7            | 256      |
| 7    | Ayamey Medina (CUB)     | A   | 80.60       | 106          | 106          | 111          | 7            | 136          | 142          | 148          | 4            | 253      |
| 8    | Laura Amaro (BRA)       | A   | 79.60       | 106          | 110          | 110          | 8            | 136          | 136          | 137          | 8            | 247      |
| 9    | Dayana Chirinos (VEN)   | A   | 80.70       | 105          | 108          | 111          | 9            | 136          | 140          | 140          | 10           | 244      |
| 10   | Yudelina Mejía (DOM)    | A   | 80.60       | 107          | 112          | 112          | 10           | 136          | 141          | 142          | 9            | 243      |
| 11   | Liana Gyurjyan (ARM)    | B   | 80.60       | 95           | 100          | 103          | 13           | 125          | 130          | 134          | 11           | 237      |
| 12   | Kristel Ngarlem (CAN)   | B   | 80.60       | 98           | 102          | 102          | 19           | 127          | 133          | 136          | 12           | 231      |
| 13   | Dilara Narin (TUR)      | B   | 80.30       | 97           | 100          | 103          | 14           | 127          | 131          | 132          | 14           | 230      |
| 14   | Maya Laylor (CAN)       | B   | 80.10       | 102          | 102          | 104          | 16           | 122          | 125          | 128          | 13           | 230      |
| 15   | Elham Hosseini (IRI)    | B   | 80.30       | 98           | 102          | 104          | 12           | 121          | 122          | 127          | 16           | 226      |
| 16   | Haruko Yamasaki (JPN)   | B   | 79.30       | 94           | 94           | 99           | 18           | 120          | 126          | 128          | 15           | 225      |
| 17   | Nina Schroth (GER)      | B   | 80.80       | 100          | 103          | 103          | 15           | 118          | 121          | 123          | 18           | 221      |
| 18   | Rigina Adashbaeva (UZB) | B   | 80.70       | 95           | 98           | 100          | 17           | 116          | 120          | 122          | 17           | 220      |
| 19   | Anamjan Rustamowa (TKM) | B   | 80.40       | 93           | 96           | 98           | 20           | 115          | 120          | 120          | 21           | 213      |
| 20   | Aisha Omarova (KAZ)     | C   | 79.90       | 93           | 96           | 98           | 21           | 115          | —            | —            | 20           | 211      |
| 21   | Ida Rönn (SWE)          | C   | 79.50       | 94           | 97           | 97           | 22           | 117          | 117          | 117          | 19           | 211      |
| 22   | Rayen Cupid (VIN)       | C   | 79.00       | 77           | 81           | 85           | 23           | 93           | 99           | 104          | 22           | 180      |
| —    | Lee Min-ji (KOR)        | A   | 76.80       | 100          | 105          | 107          | 11           | 136          | 136          | 137          | —            | —        |
| —    | Aremi Fuentes (MEX)     | B   | ritirata    | ritirata     | ritirata     | ritirata     | ritirata     | ritirata     | ritirata     | ritirata     | ritirata     | ritirata |
| —    | Jeanne Eyenga (CMR)     | C   | ritirata    | ritirata     | ritirata     | ritirata     | ritirata     | ritirata     | ritirata     | ritirata     | ritirata     | ritirata |